# Punizione dei ribelli
La Punizione dei ribelli è un affresco (348,5x570 cm) di Sandro Botticelli e aiuti, realizzato tra il 1480 e il 1482 e facente parte della decorazione del registro mediano della parete sud della Cappella Sistina in Vaticano.

## Storia
Il 27 ottobre 1480 Botticelli, con altri importanti pittori fiorentini come Domenico Ghirlandaio, partì alla volta di Roma, dove era stato chiamato per la decorazione della Cappella Sistina su consiglio di Lorenzo il Magnifico quale "ambasciatore" della superiorità culturale cittadina, in un progetto di riconciliazione con papa Sisto IV. I fiorentini iniziarono a lavorare alla cappella almeno dalla primavera del 1481, affiancandosi al già presente Perugino.
Il tema della decorazione era il parallelismo tra le Storie di Mosè e quelle di Cristo, che evidenziasse la continuità tra Vecchio e Nuovo Testamento e la trasmissione della legge divina dalle tavole della Legge al messaggio evangelico di Gesù, il quale poi scelse san Pietro come suo successore, legittimando il potere, la supremazia e l'infallibilità dei suoi successori, cioè i pontefici stessi.
Botticelli, con i numerosi aiuti che richiedeva la vastità di un'opera del genere, dipinse tre scene e il 17 febbraio 1482 vide rinnovato il proprio contratto per la decorazione di altri riquadri necessari al completamento della cappella. Il 20 dello stesso mese, però, morì suo padre, costringendolo a tornare a Firenze, da dove in seguito non ripartì.

## Descrizione

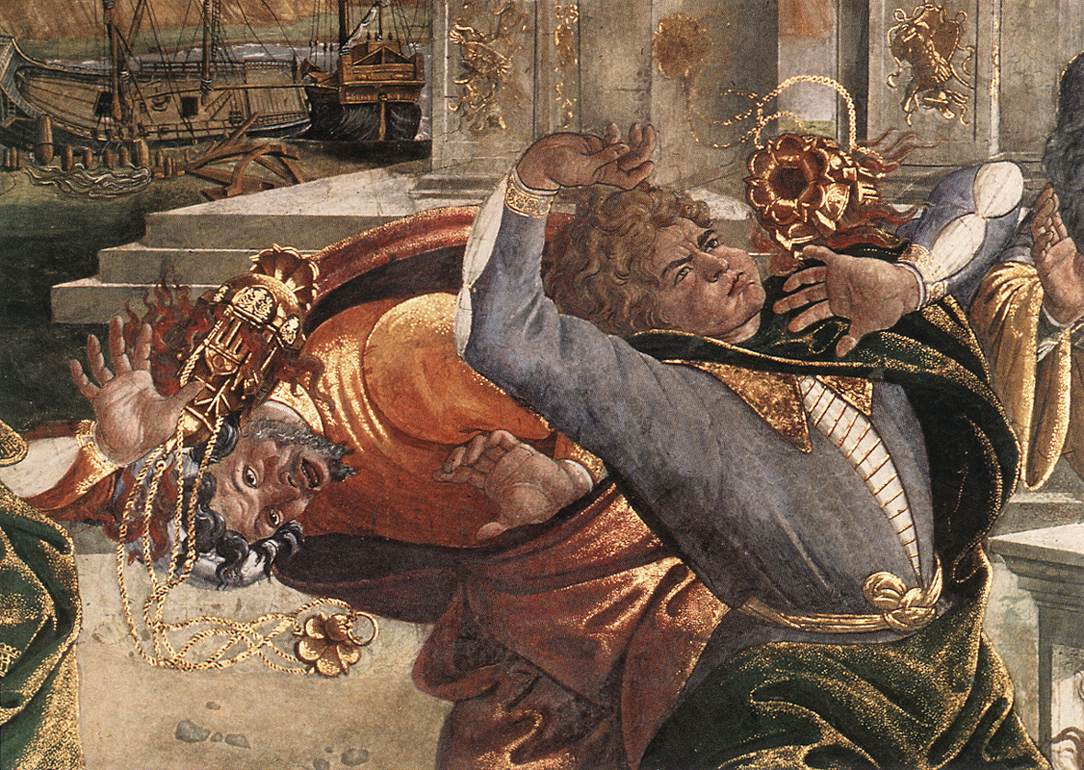
Dettaglio

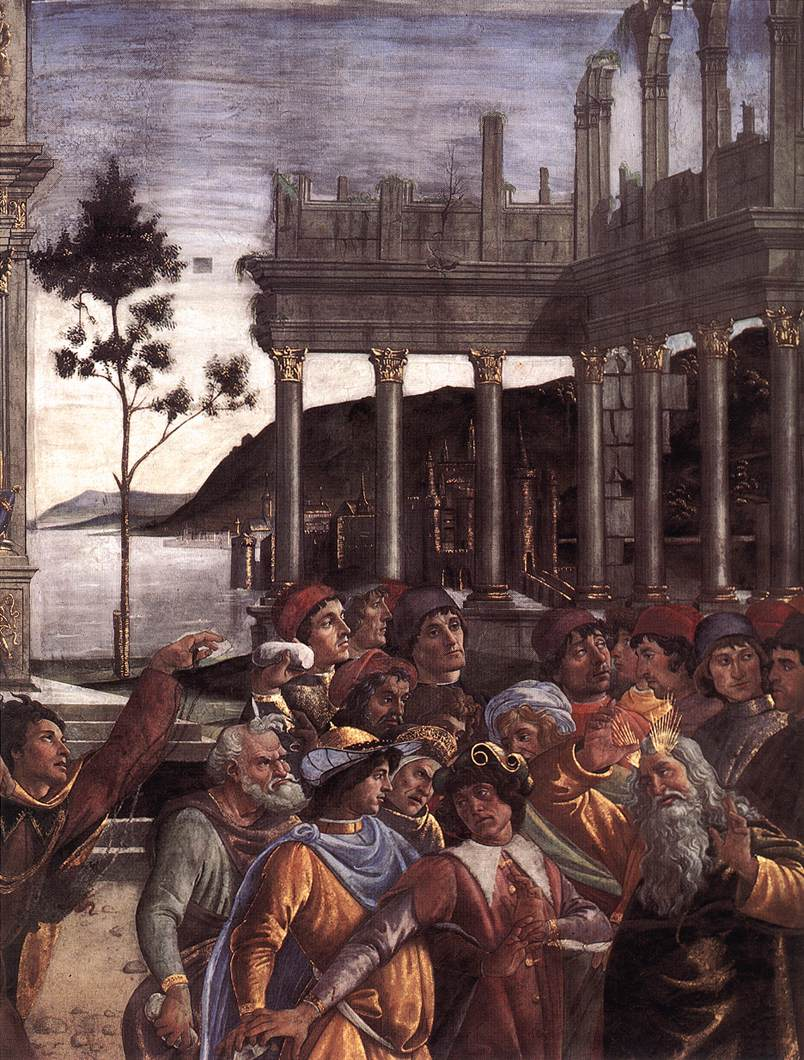
Dettaglio

Il dipinto raffigura le punizioni che toccarono ai sacerdoti ebrei, membri delle famiglie di Qarah, Dathan e Abiram, che negavano a Mosè e Aronne l'autorità civile e religiosa sul popolo eletto, e per questo furono inghiottiti con le loro famiglie dalla terra e consumati dal fuoco. Si tratta di un'evidente allegoria del potere papale e della punizione che spetta a chi osi opporsi alla sua autorità derivata da Dio, soprattutto se si considera che nell'episodio simmetrico sulla parete opposta si trova la Consegna delle chiavi, cioè il fondamento del primato di Pietro e quindi della Chiesa di Roma. Mosè rappresenta i poteri civili e Aronne quelli sacerdotali, che vennero poi riunificati in Cristo, nuovo legislatore, guida e sacerdote massimo, e da questi passati alla Chiesa attraverso san Pietro.
Il dipinto va letto da destra verso sinistra, come tutti quelli della parete sud: a destra Giosuè salva Mosè dalla lapidazione dei ribelli; al centro, sullo sfondo dell'Arco di Costantino, Mosè alza la verga ed il fuoco divino disperde ed uccide i sacerdoti ribelli; infine, la terra si apre ed inghiotte i Leviti, ad eccezione di due giovani sollevati su piccole nubi.
Sullo sfondo si vedono un paesaggio lacustre con scogliere e navi a sinistra, l'Arco di Costantino al centro e a destra una basilica in rovina, ispirata a quelle esistenti nel Foro Romano.

## Stile
I pittori della Sistina si attennero a comuni convenzioni rappresentative in modo da far risultare il lavoro omogeneo, come l'uso di una stessa scala dimensionale, struttura ritmica e rappresentazione paesaggistica; inoltre, utilizzarono accanto ad un'unica gamma cromatica rifiniture in oro, in modo da far risplendere le pitture con i bagliori delle torce e delle candele.
Rispetto ai capolavori creati per i Medici, negli affreschi della Sistina Botticelli risulta più debole e dispersivo, con difficoltà nel coordinare le forme e la narrazione. La relegazione in secondo piano degli episodi principali non giova alla leggibilità della scena, che forma un insieme frammentario, forse a causa dello spaesamento del pittore nell'operare su dimensioni e tematiche non congeniali e in un ambiente a lui estraneo.
Il tratto migliore resta la vigoria dei ritratti e la ricchezza di invenzioni iconografiche, soprattutto nella scena centrale, dove i sacerdoti ribelli si contorcono animatamente ed espressivamente.